# 839

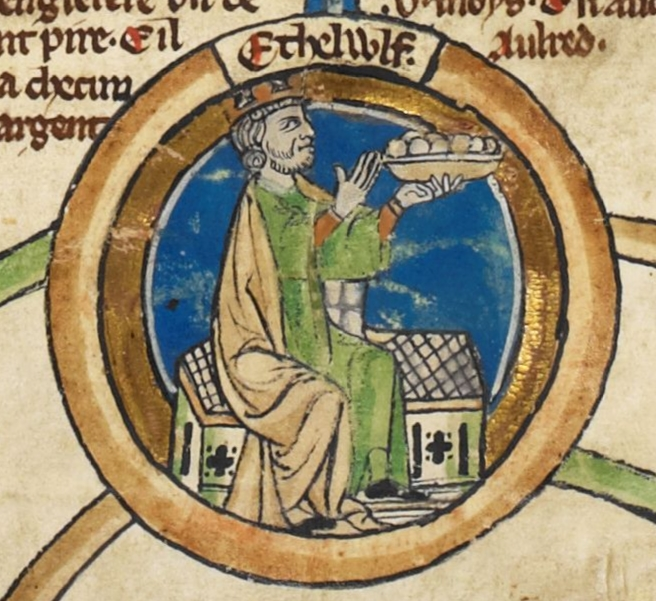
Koning Ethelwulf van Wessex (839 - 858)

Het jaar 839 is het 39e jaar in de 9e eeuw volgens de christelijke jaartelling.

## Gebeurtenissen

### Brittannië
- Koning Egbert van Wessex overlijdt na een regeerperiode van 37 jaar en wordt opgevolgd door zijn zoon Ethelwulf. Tijdens zijn bewind verenigt hij de Angelsaksische koninkrijken en ontvangt de titel 'bretwalda'. Ethelwulf wordt gekroond in Kingston upon Thames en benoemt zijn oudste zoon Æthelstan tot onderkoning van Kent, Essex, Surrey en Sussex.

### Europa
- Zomer - Keizer Lodewijk I ("de Vrome") wil de verdeling van het Frankische Rijk opnieuw aanpassen en benoemt op de landdag in Worms zijn jongste zoon, de 16-jarige Karel de Kale tot koning van West-Francië. Hierop komt Lodewijk de Duitser in opstand en valt met een Frankisch leger Zwaben (Zuid-Duitsland) binnen. Koning Pepijn II van Aquitanië steunt zijn oom tegen Lodewijk I, hij mobiliseert in Gascogne een strafexpeditie en verovert Frankisch territorium tot aan de rivier de Loire.
- Lodewijk I benoemt Gerard van Auvergne en Renaud van Herbauges tot graaf van Auvergne en Poitiers.

### Lage landen
- 8 juli - Lodewijk de Vrome schenkt aan zijn getrouwe Gerulf zekere hem toebehorende goederen genaamd Villa Cammingehunderi, gelegen in Westergo,

```
(Groter-Friesland), en andere nabijgelegen landgoederen, in eigendom.
```

- De Vikingen verwoesten het kasteel van Robrecht in Oudheusden. (waarschijnlijke datum)

## Geboren
- Karel III, koning van de Franken (overleden 888)
- Tabari, Perzisch historicus (overleden 923)

## Overleden
- Aznar I Galíndez, Frankisch graaf
- Egbert, koning van Wessex
- Rorico, Frankisch graaf (of 840)
- Sicard, prins van Benevento